# Саобраћај у Ватикану
Ватикан није само најмања држава на свету, већ је и потпуно посебна држава, јер се цела налази у оквиру већег града, Рима.
Будући да се ова државица граничи само са Италијом, саобраћај Ватикана блиско повезан је са италијаском саобраћајном мрежом.

## Железнички саобраћај
Железничка мрежа Ватикана је најкраћи железнички систем једне државе у свету, јер се састоји о д само једне железничке линије уског колосека са припадајућом железничком станицом, укупне дужине 832 m. Она је отворена 1933. године и води до једне од главних римских железничких станица.

### Железничка веза са суседним земљама
- Италија - да

## Друмски саобраћај
Друмски саобраћај је присутан, али је има мањи значај него пешачко кретање, с обзиром да се крајње тачке државе могу пешице досегнути за отприлике 20 минута.

## Ваздушни транспорт
Ватикан поседује један хелиодром у западном делу комплекса, намењен доласку високих посета Папи, а најближи аеродроми су аеродроми града Рима.